# Chilton Cantelo
Chilton Cantelo – wieś w Anglii, w hrabstwie Somerset, w dystrykcie (unitary authority) Somerset. Leży 50 km na południe od miasta Bristol i 182 km na zachód od Londynu. W 2011 miejscowość liczyła 445 mieszkańców.